# Edo
Edo (江戸 (Giang Hộ)) (nghĩa là "cửa sông", phát âm tiếng Việt như là Ê-đô) còn được viết là Yedo hay Yeddo, là tên cũ của thủ đô nước Nhật, tức Tōkyō ngày nay.
Con người đã có mặt tại khu vực Vịnh Tōkyō hằng nhiều thế kỷ nhưng trong văn tịch thì mãi đến thế kỷ 15 Edo mới được nhắc đến kể từ khi Ōta Dōkan cho xây thành Edo vào năm 1457.
Đô thị trọng yếu nhất của Nhật trước đó là Kyōto nơi Thiên hoàng (nhà vua Nhật Bản) chọn làm kinh đô. Khi Mạc phủ Tokugawa lên nắm quyền và chuyển hành dinh đến Edo thì địa vị Kyōto bắt đầu lu mờ. Thiên hoàng tiếp tục ngự trị ở Kyōto nhưng Edo trở thành trung tâm quyền lực. Edo từ đó phát triển nhanh chóng từ làng chài nhỏ bé để trở thành đô thị đông đúc với hơn 1.000.000 dân vào năm 1721. Vào thời điểm đó Edo đã là một trong những thành phố lớn nhất thế giới.
Edo thường bị hỏa hoạn. Riêng cơn cháy Meireki no Taika năm 1657 đã giết hơn 100.000 người. Sử sách thời kỳ Edo đã ghi lại hơn 100 cơn hỏa hoạn lớn. Đám cháy thường lan rất nhanh vì nhà cửa hầu hết cất bằng gỗ mà lại dùng than để sưởi ấm. Tình hình nhiêm trọng đến nỗi các Shōgun lập ra chức Machi bugyo (町奉行: Đinh phụng hành) để đảm nhiệm việc bảo an. Chức vụ này dưới thời Tokugawa Yoshimune được củng cố mà hậu thân là machibikeshi tức hệ thống chữa cháy thành phố ngày nay. Có ước tính cho rằng từ năm 1600 đến 1945, mức phát triển của Edo/Tōkyō bị đẩy lùi 25-50 năm bởi chiến tranh, hỏa hoạn và các thiên tai như động đất, núi lửa và sóng thần.
Khi chế độ Mạc phủ bị lật đổ, Edo đổi tên thành Tōkyō (東京 (Đông kinh)), có nghĩa là "kinh đô ở miền Đông". Năm 1869, Thiên hoàng Minh Trị chính thức dời đô từ Kyōto ra Tōkyō và Tōkyō chính thức trở thành thủ đô nước Nhật Bản.

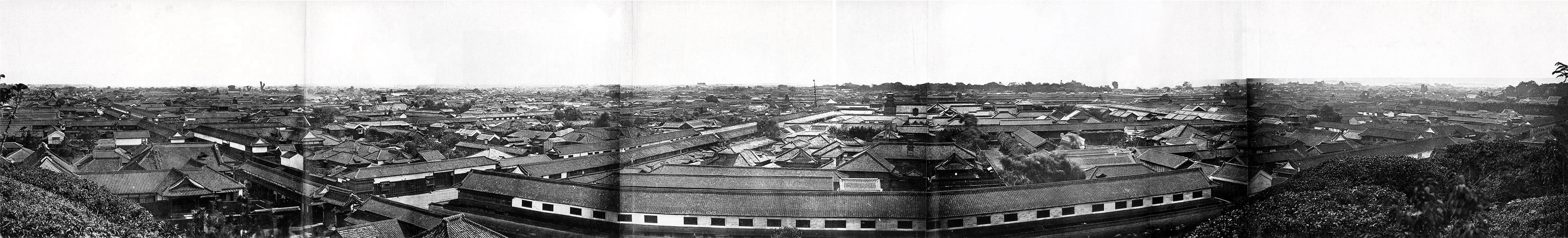
Edo, 1865 hoặc 1866. Hình được chụp bởi Felice Beato.